# كأس الدنمارك 2017–18
كأس الدنمارك 2017–18 (بالدنماركية: DBU Pokalen 2017-18)‏ هو الموسم 62 من كأس الدنمارك. أقيم خلال الفترة 8 أغسطس 2017 وحتى 10 مايو 2018، وأشرف على تنظيمه اتحاد الدنمارك لكرة القدم، وكان عدد الأندية المشاركة فيه 101، وفاز فيه نادي بروندبي.